# 邦芭茵夏宫
邦芭茵夏宫，又译挽巴茵宫，位于泰国大城府邦芭茵县昭披耶河畔。为泰国国王的夏季行宫。

## 历史
邦芭茵夏宫始建于1632年，阿瑜陀耶王朝巴沙通统治时期:211。建成后，这里一直是阿瑜陀耶王朝的避暑行宫。1767年，缅甸攻陷阿瑜陀耶城，邦芭茵夏宫就此荒废。曼谷王朝初期的诗人顺通铺偕同拉玛一世北上供奉佛陀足印寺时路过邦芭茵宫址，曾作诗歌颂之。
拉玛四世在位时决定重建行宫。如今的邦芭茵夏宫的大部分宫殿楼阁则是在1872年至1889年的拉玛五世时期建成的。
1880年5月31日，拉玛五世携全体后宫到此居住。他安排一批王族先行出发，不料正室素南他王后和公主甘那蓬意外溺死。拉玛五世在夏宫内兴建了石碑，纪念母女二人。
1891年3月，俄国皇储尼古拉造访夏宫，受到拉玛五世迎接招待。
1918年8月26日，拉玛六世在夏宫的瓦罗帕披曼殿内为巴差提朴亲王和兰派·攀尼举行婚礼。
第二次世界大战期间，摄政比里·帕侬荣曾安排暹罗王室在此暂居，以躲避盟军轰炸。
普密蓬·阿杜德在位时，曾有诸多世界元首政要造访此地，包括英国女王伊丽莎白二世、荷兰女王贝娅特丽克丝、丹麦女王玛格丽特二世、西班牙伊琳娜女公爵、日本秋篠宮文仁親王等。

## 建筑
邦芭茵夏宫可分为内廷和外廷两部分，其王宫寺院是西洋哥德復興式风格的尼维塔玛帕万寺。

### 外廷
外廷（ ）是国王召集大臣、会见外宾及举行重大典礼的场所。外廷的建筑包括：
- 艾沙万提帕亚阿殿（ ）：泰式水上凉亭，有尖顶金塔，镶嵌琉璃，以曼谷大皇宫的阿蓬碧莫亭为蓝本。拉玛五世王元帅服像矗立其中，为拉玛六世下令铸造。是拉达那哥欣时代建筑的典范之作[9]。
- 亨蒙天特瓦拉阁（ ）：建于1872年至1876年，为石制普朗塔，奉祀阿瑜陀耶王朝巴沙通国王像[2]。
- 瓦罗帕披曼殿（ ）：建于1872年，西洋新古典主义风格，供国王居住及会见外宾使用[2]。
- 沙帕坎拉差巴云楼（ ）：二层洋楼，原本是为哇集鲁那希太子建造，现为展厅[2]。
- 演奏台（ ）：西洋式凉亭，建于拉玛六世时期，位于艾沙万提帕亚阿殿对面。
- 御筏屋（ ）：建于拉玛五世时期，金丝柚木打造，茅草屋顶，浮在水面之上，供国王休闲娱乐。

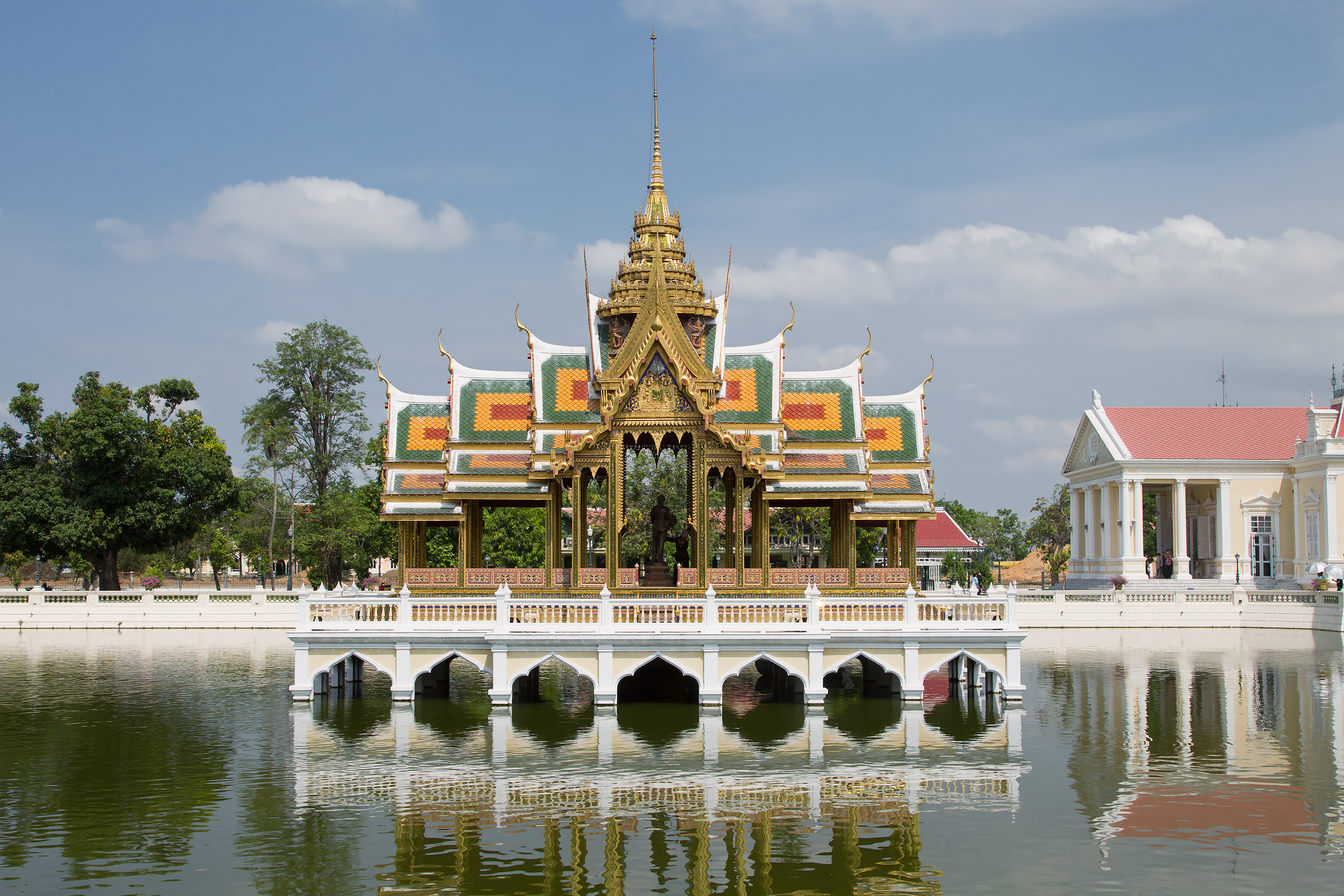
艾沙万提帕亚阿殿
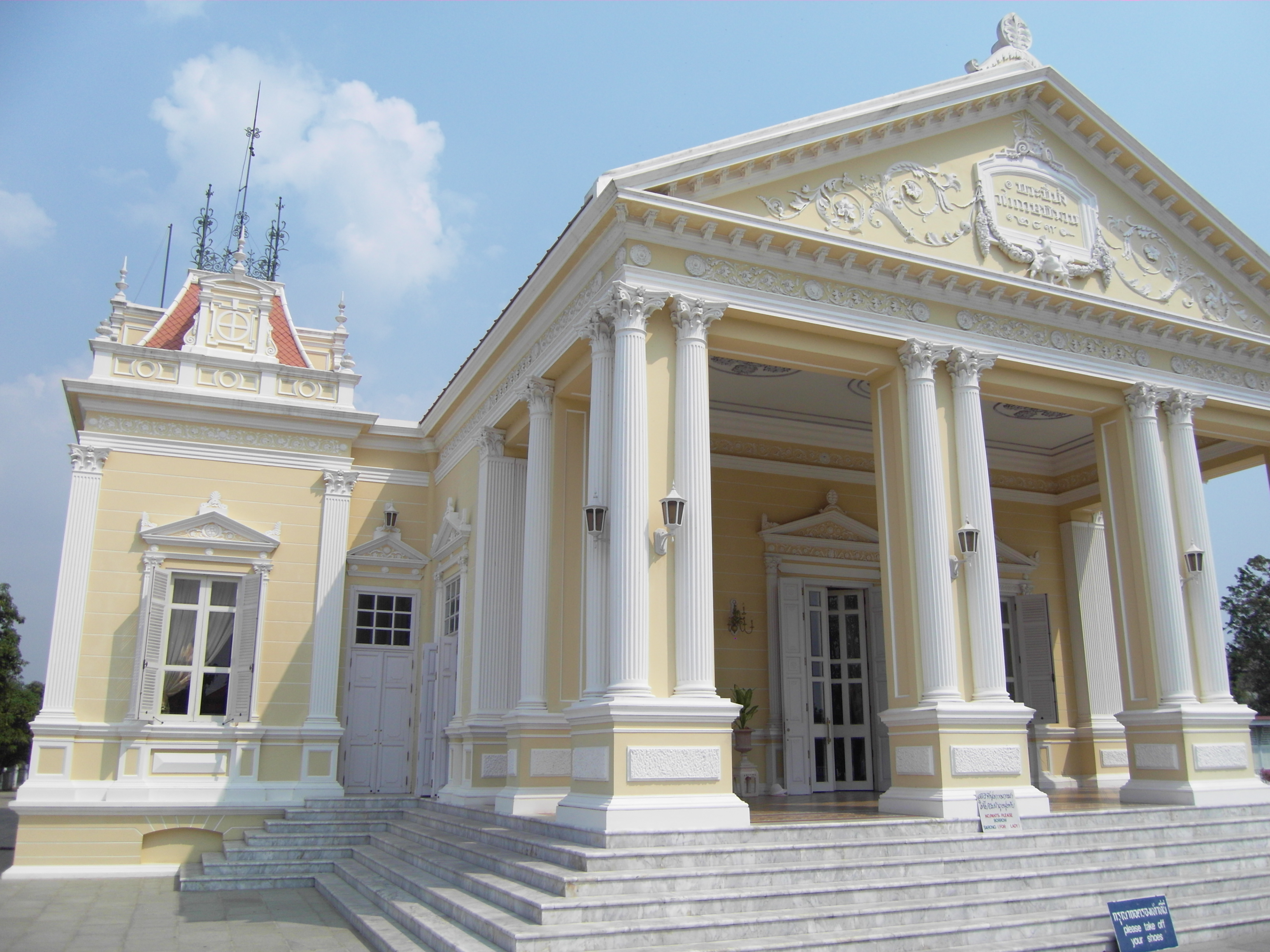
瓦罗帕披曼殿
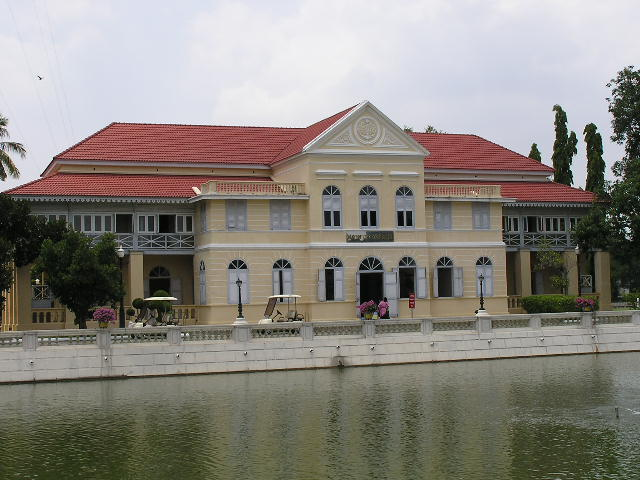
沙帕坎拉差巴云楼
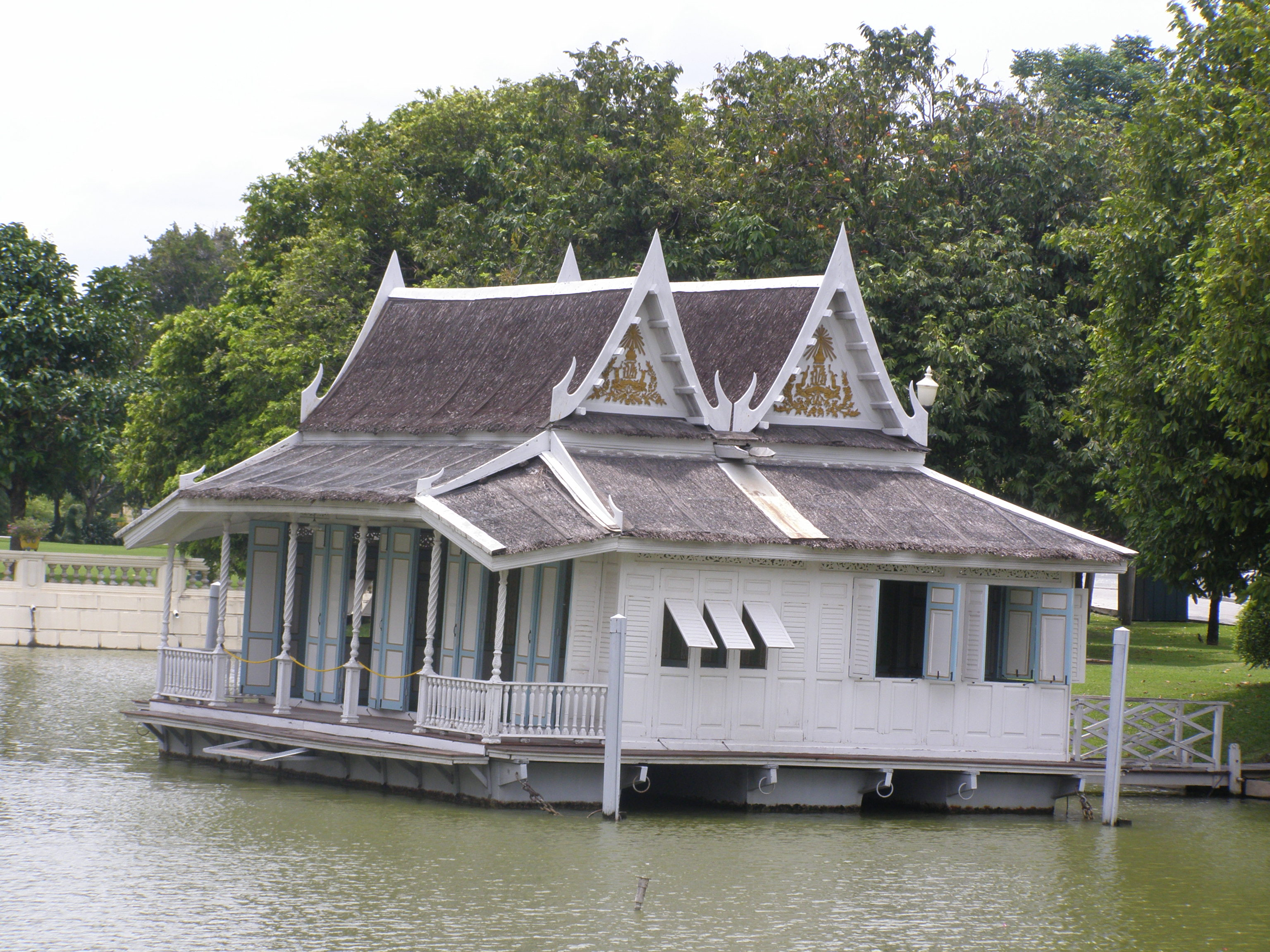
御筏屋

### 内廷
内廷（ ）为国王居住之地，亦供国王家眷和王族居住。内廷通过桥梁和外廷连接，桥梁上建有外廊，一面有百叶窗阻隔，另一面开放，因此只有在其中才能看到外面的風景。
- 乌他扬普米沙天殿（ ）：邦芭茵夏宫的主殿，为二层洋楼，粉色墙面，英国维多利亚时期风格。原本是一幢二层绿色木屋，但在1938年失火而毁。1994年，经诗丽吉王后请求，该殿终于重建。为迎接1996年英国女王伊丽莎白二世访泰下榻，该殿设计成英式风格。
- 威吞他沙那阁（ ）：建于拉玛五世时期，三层圆柱形塔楼，高30米，国王可在此登高远望。
- 布帕巴帕宫（ ）：建于拉玛五世时期，为单层小屋，修有圆形开窗阳台，供国王休憩。
- 天明殿（ ）：建于拉玛五世时期，中国风格双层宫殿建筑，是五世王时期最后建成的宫殿。为华商集资修建赠予王室，历时十年建成，屋檐有华丽的双龙戏珠、丹凤朝阳等常见的潮州式嵌瓷装饰，亦采用大量精美的金漆木雕和螺钿工艺[10]。殿内还有汉文书籍、三世佛像、拉玛五世的龙床和拉玛六世用过的案台、拉玛四世和拉玛五世的清朝朝服像、拉玛四世和五世及王后的汉文灵牌等。这里如今用于礼佛及举行各种仪式典礼[11][12][13]。
- 后宫（ ）是国王后妃居所，皆是单层及二层洋楼。
- 素南他王后纪念碑（ ）：拉玛五世为纪念溺死的素南他王后所建。
- 拉差努颂纪念碑（ ）：拉玛五世为纪念1887年同年离世的绍瓦帕·那里拉（英语：Saovabhark Nariratana）王嫔、西里拉·甲古他攀（英语：Siriraj Kakudhabhand）王子、帕胡拉玛尼迈（英语：Bahurada Manimaya）公主、迪佩差鲁探龙（英语：Tribejrutama Dhamrong）王子所建。

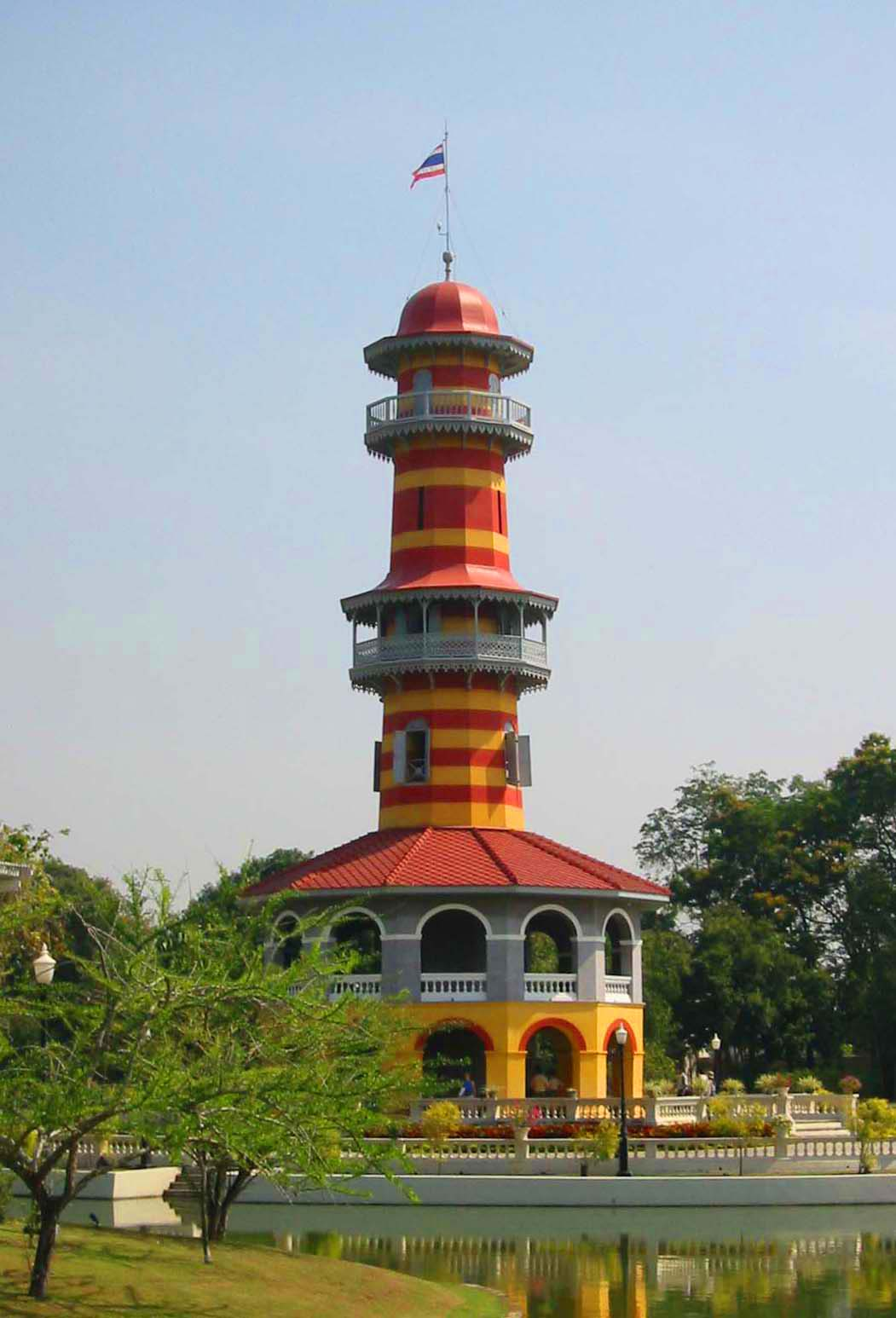
威吞他沙那阁
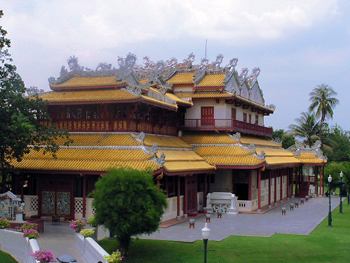
天明殿
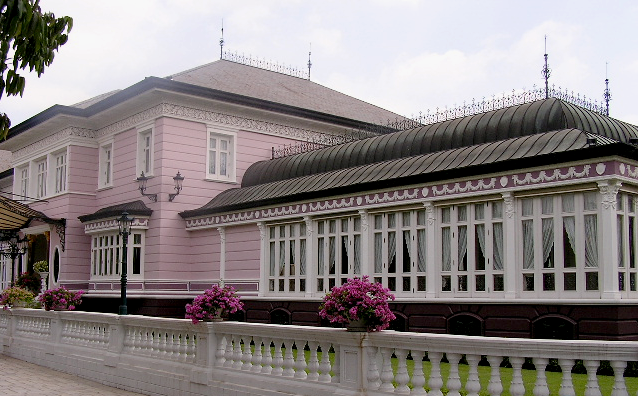
乌他扬普米沙天殿
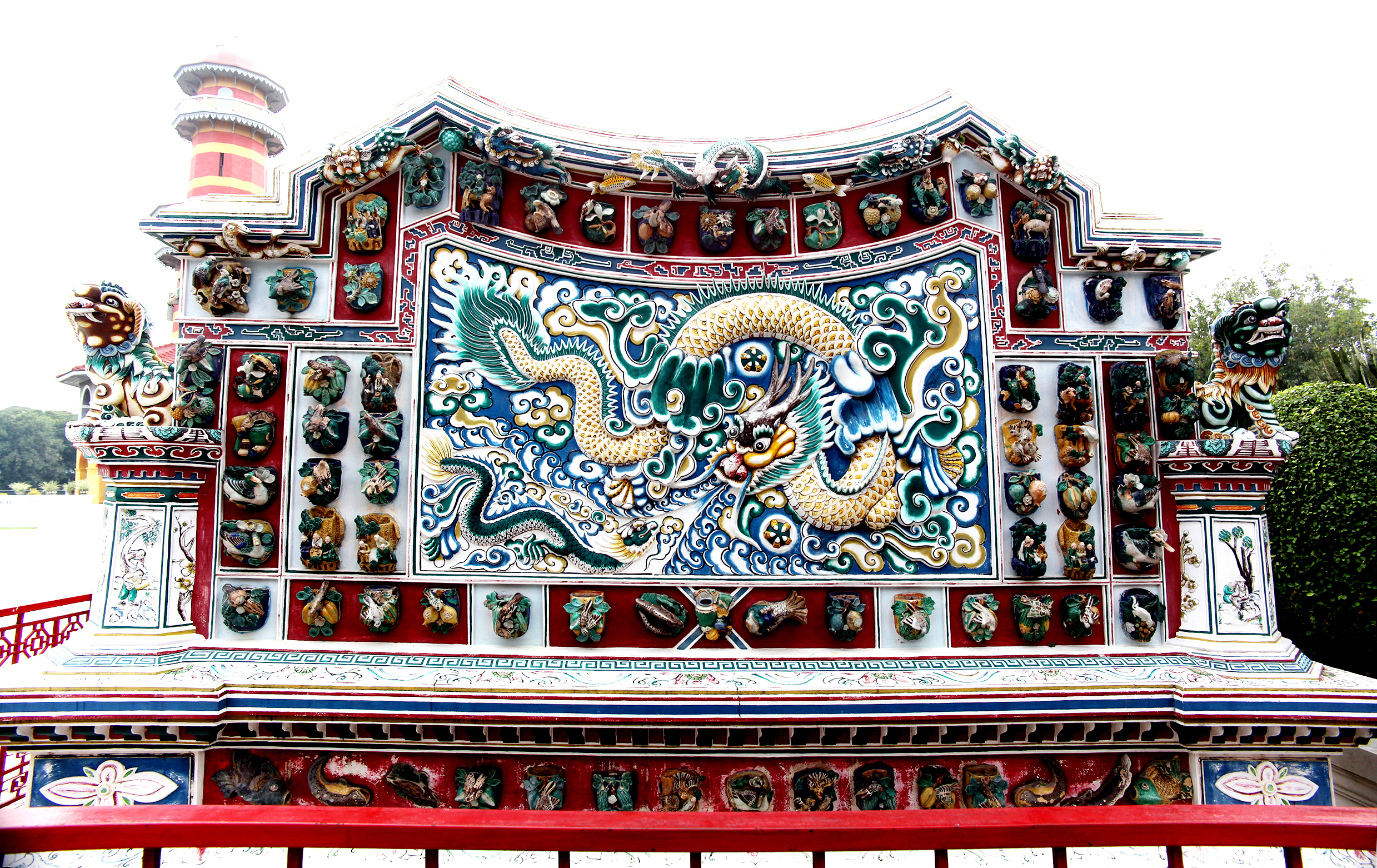
天明殿游龙壁
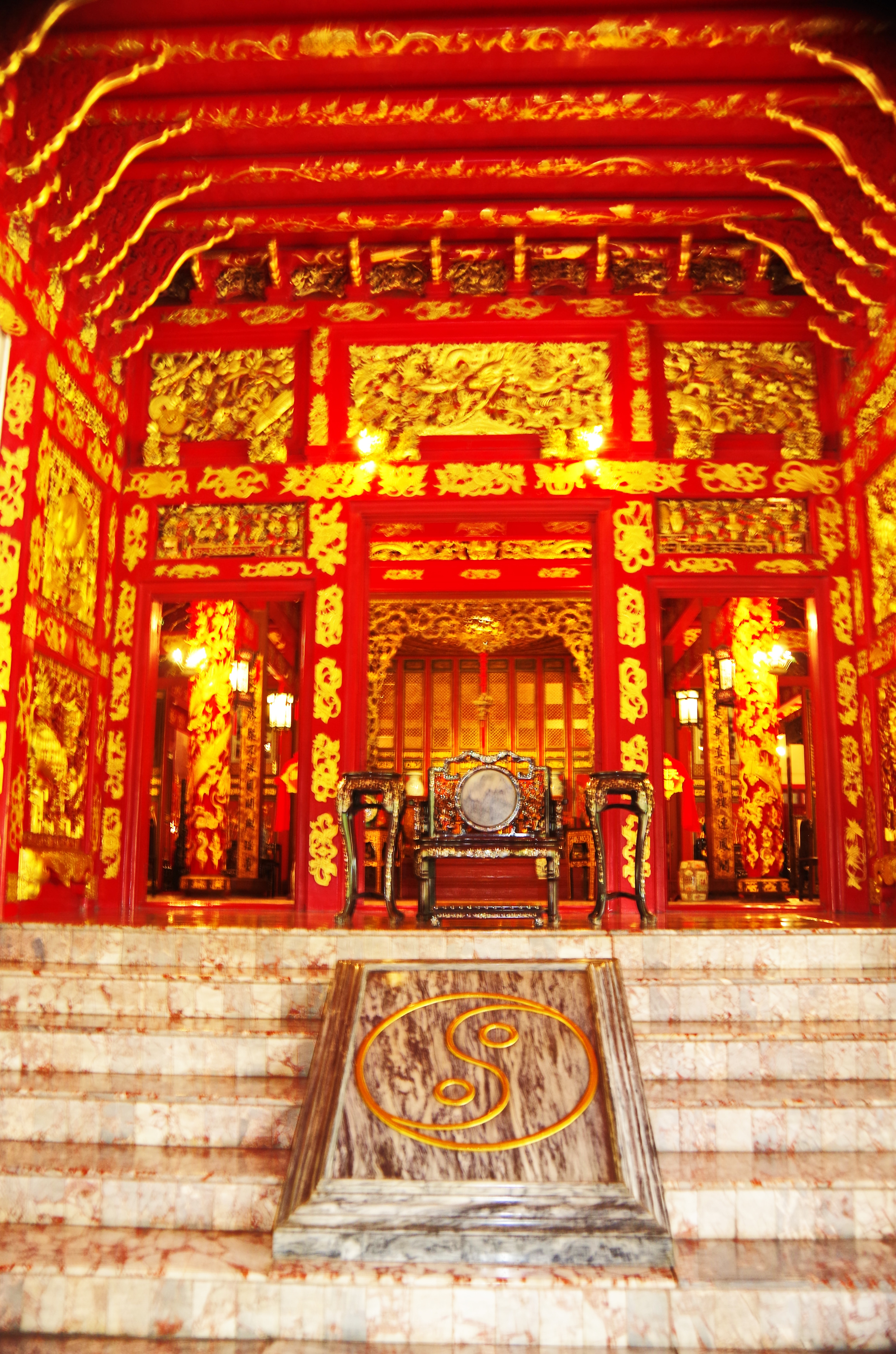
天明殿内部
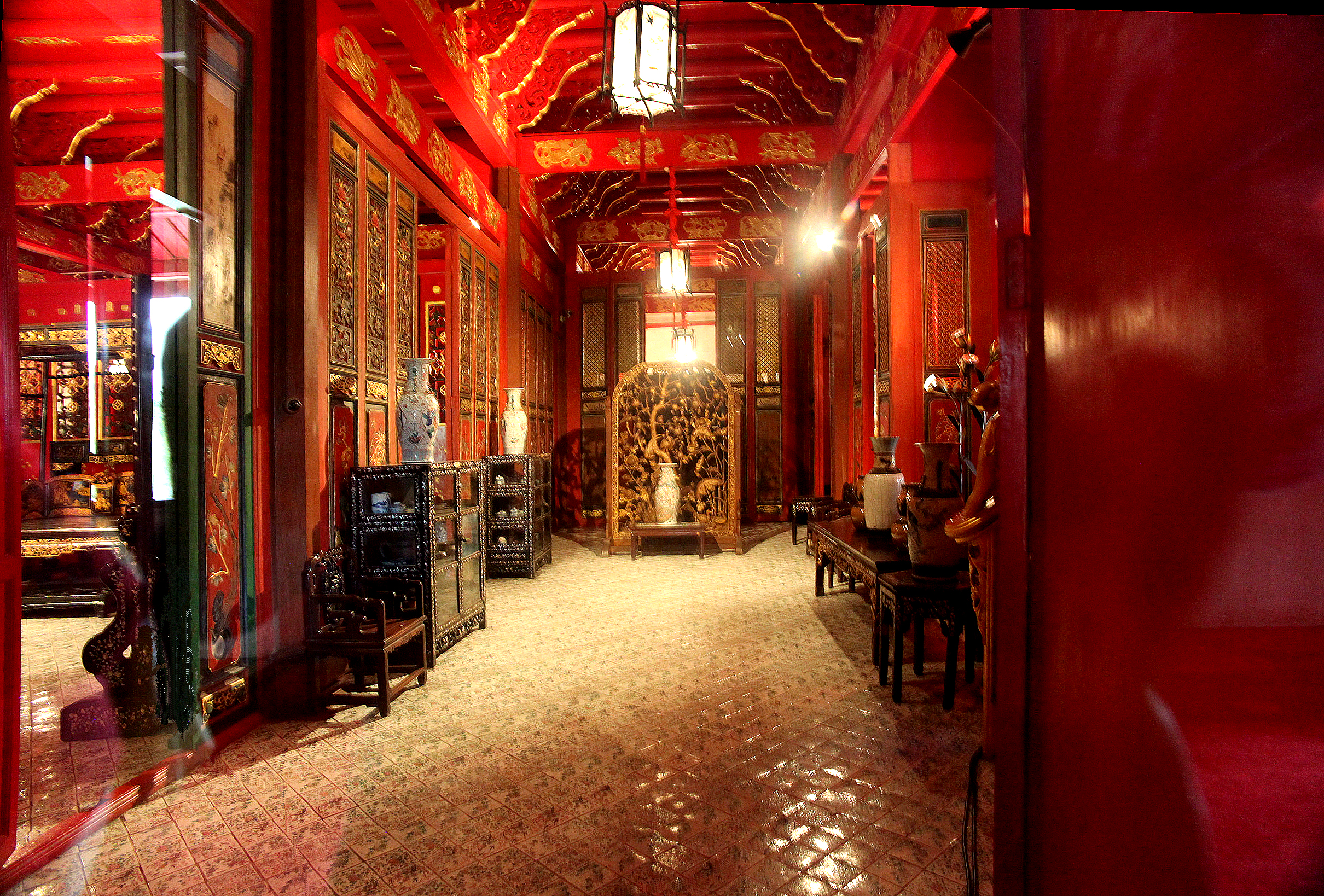
天明殿内部
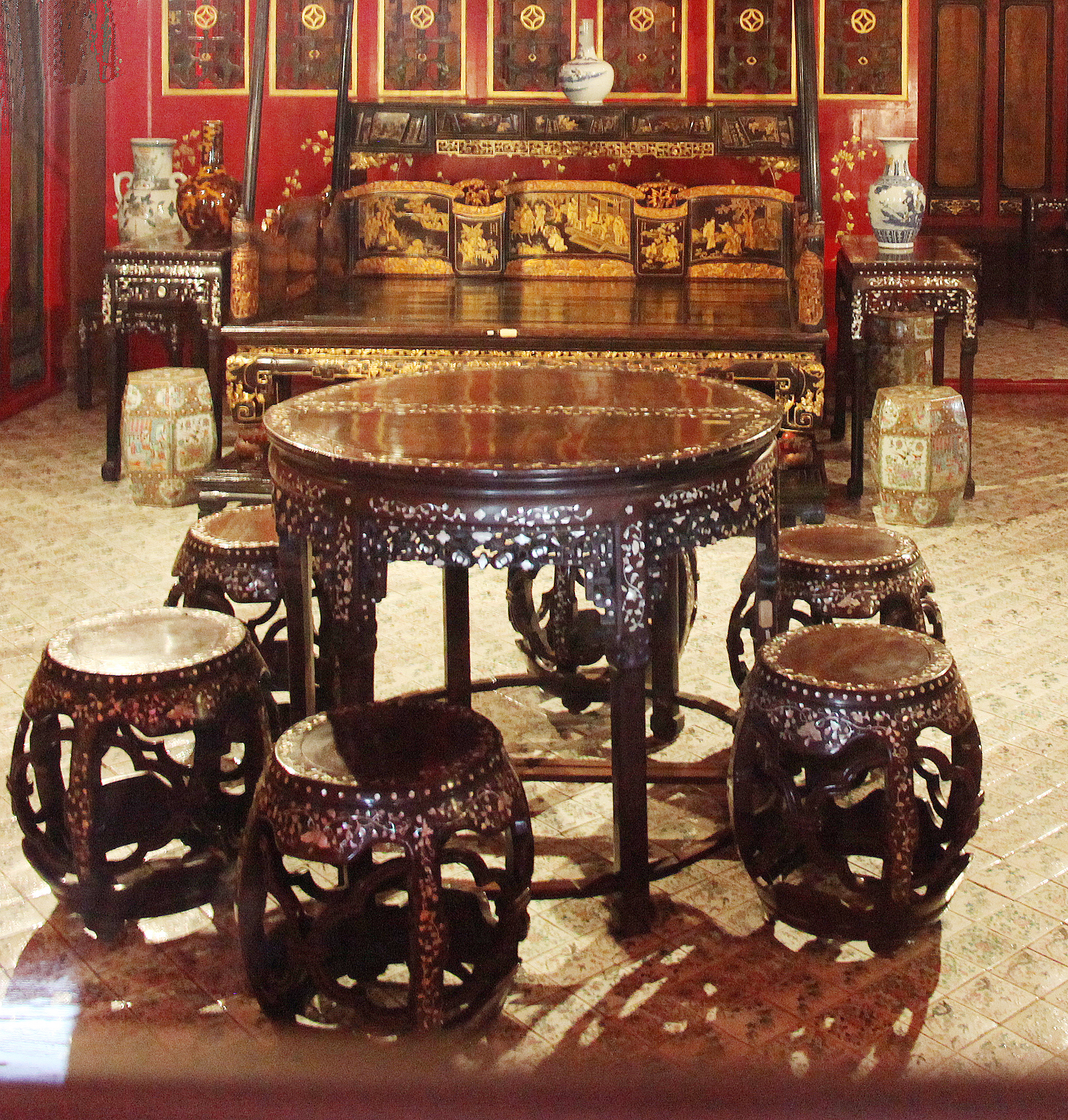
天明殿内部家具
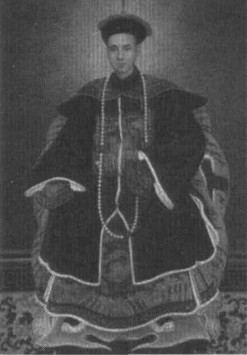
天明殿内拉玛五世清朝朝服像
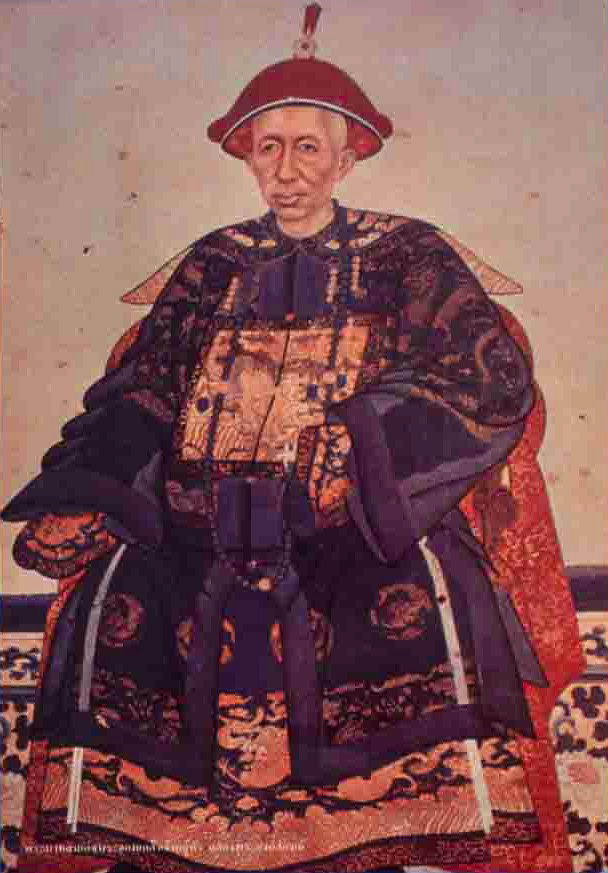
拉玛四世清朝朝服像